# P. M. Hubbard
Pour les articles homonymes, voir Hubbard.
Ne doit pas être confondu avec Phil Hubbard.
Philip Maitland Hubbard, né le 9 novembre 1910 à Reading, dans le Berkshire, en Angleterre, et mort le 17 mars 1980 en Écosse, est un écrivain britannique.

## Biographie
Né à Reading dans le Berkshire, il grandit à Guernesey dans les îles Anglo-Normandes. Il suit les cours de l’Elizabeth College (en) et du Jesus College de l’université d'Oxford. En 1933, il remporte pendant ses études le prix Newdigate de poésie.
En 1934, il rejoint l’Indian Civil Service pour le compte du Raj britannique et reste en poste jusqu’à l’indépendance de l’Inde en 1947. De retour en Angleterre, il travaille pour le British Council et pour la National Union of Manufacturers. En 1960, il devient journaliste indépendant et s’installe dans le comté du Dorset puis en Écosse. Il écrit notamment pour l’hebdomadaire satirique Punch et devient romancier.
Il écrit seize romans policiers et deux récits pour la jeunesse, ainsi que des nouvelles et une pièce pour la radio. Il livre notamment plusieurs nouvelles de science-fiction au magazine américain F&SF et de courtes histoires pour la version britannique du pulp Argosy. Trois de ses romans sont traduits en France, dont deux dans la collection P. J. de l’éditeur Julliard. 
En 1980, le prolifique Colin Bucksey (en) adapte pour la série télévisée britannique Armchair Thriller (en) le roman High Tide.

## Œuvre

### Romans policiers
- Flush as May (1963)
- Picture of Millie (1964)
- A Hive of Glass (1966)
- The Holm Oaks (1966) Publié en français sous le titre Les Chênes de Holt, traduction de Patrice Galbeau et René-Marc Bedieu, Paris, Julliard, coll. « P. J. », 1970
- The Tower (1968)
- The Custom of the Country ou The Country of Again (1969) Publié en français sous le titre Par injuste retour des choses, traduction de Jean Bourdier, Paris, Julliard, coll. « P. J. », 1969
- Cold Waters (1969)
- High Tide (1971) Publié en français sous le titre À marée haute, traduction de Roland Mehl, Paris, Hachette, coll. « Thrillers », 1972
- The Dancing Man (1971)
- A Whisper in the Glen (1972)
- A Rooted Sorrow (1973)
- A Thirsty Evil (1974)
- The Graveyard(1975)
- The Causeway (1976)
- The Quiet River (1978)
- Kill Claudio (1979)

### Romans pour la jeunesse
- Anna Highbury (1963)
- Rat Trap Island (1964)

### Pièce radiophonique
- Dead Man’s Bay (1966)

### Nouvelles
- Manuscript Found in a Vacuum (1953)
- Botany Bay (1955)
- Lion (1956)
- The Golden Brick (1963)
- Special Consent (1963)
- The Shepherd of Esdon Pen (1964)
- Last Time Lucky (1967)
- Cash on Delivery (1969)
- The House (1969)
- Soft Drink (1969)
- Bed and Breakfast (1970)
- Mary (1971)
- The Running of the Deer (1974)
- Leave It to the River (1978)

## Filmographie

### Comme auteur adapté
- 1980 : Armchair Thriller (en), épisode High Tide réalisé en quatre parties par Colin Bucksey (en) d’après le roman éponyme, avec Kika Markham et Ian McShane.